# شیطان (فیلم ۲۰۰۳)
شیطان (سوئدی: Ondskan) فیلمی سوئدی در سبک درام به کارگردانی میکل هوفسترم است که در سال ۲۰۰۳ منتشر شد. این فیلم بر اساس رمانی نیمه اتوبیوگرافیک به همین نام نوشته یان گیو ساخته شده‌است.
این فیلم در هفتاد و ششمین دوره جوایز اسکار نامزد جایزه اسکار بهترین فیلم خارجی‌زبان شد. این فیلم برنده سه جایزه گلدبگ شامل بهترین فیلم شد.

## اساس فیلم
این فیلم بر اساس رمانی از جان ژیلو ساخته شده‌است. جان در سنین نوجوانی در یک مدرسه شبانه‌روزی مشغول تحصیل بود و این رمان تا حدی بر اساس تجربیات وی از زمان حضورش در دبیرستان نگاشته شده‌است.

## پخش
هنگامی که اریک در قطار است، دختر بچه‌ای را با عروسک می‌بیند که آن دختر اما هوفسترم، دختر کارگردان میکل هوفسترم است.

## تست بازیگری
حدود ۱۲۰ نفر برای تست بازیگری در نقش اریک پونتی شرکت کردند.